# Wyspa Uszakowa
Wyspa Uszakowa (ros. остров Ушакова) – samotna wyspa położona na Oceanie Arktycznym na północy Morza Karskiego, w połowie drogi pomiędzy dużymi archipelagami Ziemi Franciszka Józefa i Ziemi Północnej. Znajduje się w pobliżu granicy stałego lodu morskiego. Najbliższym lądem jest samotna Wyspa Wize, położona 140 km na południe.
Wyspa jest owalna, ma linię brzegową długości 190,3 km; jej najwyższe wzniesienie mierzy 294 m n.p.m. Została odkryta w 1935 roku przez załogę lodołamacza "Sadko" i nazwana na cześć radzieckiego podróżnika Gieogrija Uszakowa. Od 1954 do późnych lat 80. XX wieku funkcjonowała na niej stacja polarna.